# The Wes Montgomery Trio
The Wes Montgomery Trio (підзаголовок A Dynamic New Sound: Guitar Organ Drums) — студійний альбом американського джазового гітариста Веса Монтгомері, випущений у 1959 році лейблом Riverside.

## Опис
Цей альбом був записаний на двох сесіях 5 і 6 жовтня 1959 року, на якому гітарист Монтгомері грає у складі тріо з органістом Мелвіном Райном і ударником Полом Паркером. Тут вже відчувається знаменитий стиль Монтгомері, заснований не тільки на лише на грі сольно, але і на використанні октавних інтервалів та акордів для прикрашення мелодій; він грає соло на «'Round Midnight», «Whisper Not» і «Satin Doll». Вибір матеріалу, фактично, варієються від стандартів «Yesterdays» до власних композицій «Jingles» Монтгомері. Єдиним недоліком є акомпанемент, який не зовсім пасує гітарному стилю музиканта.

## Список композицій
1. «'Round Midnight» (Телоніус Монк) — 4:49
2. «Yesterdays» (Джером Керн, Отто Гарбах) — 3:13
3. «The End of a Love Affair» (Едвард Реддінг) — 3:15
4. «Whisper Not» (Бенні Голсон) — 4:32
5. «Ecaroh» (Горас Сільвер) — 2:59
6. «Satin Doll» (Дюк Еллінгтон) — 3:53
7. «Missile Blues» (Вес Монтгомері) — 5:57
8. «Too Late Now» (Ел Лернер, Бертон Лейн) — 4:48
9. «Jingles» (Вес Монтгомері) — 5:29

## Учасники запису
- Вес Монтгомері — гітара
- Мел Райн — орган
- Пол Паркер — ударні

Технічний персонал
- Оррін Кіпньюз — продюсер
- Джек Хіггінс — інженер